# Randens
Randens is een plaats en voormalige gemeente in het Franse departement Savoie (regio Auvergne-Rhône-Alpes) en telt 663 inwoners (1999). De gemeente maakt deel uit van het arrondissement Saint-Jean-de-Maurienne. Randens is op 1 januari 2019 gefuseerd met de gemeente Aiguebelle tot de gemeente Val-d'Arc. 

## Geografie
De oppervlakte van Randens bedraagt 10,4 km², de bevolkingsdichtheid is 63,7 inwoners per km². De plaats ligt in de Mauriennevallei, aan de rechteroever van de Arc. Er is een kleine brug naar Aiguebelle aan de overkant.
De onderstaande kaart toont de ligging van Randens met de belangrijkste infrastructuur en aangrenzende gemeenten.

## Demografie
Onderstaande figuur toont het verloop van het inwonertal (bron: INSEE-tellingen).